# Zanthoxylum scandens
Zanthoxylum scandens är en vinruteväxtart som beskrevs av Carl Ludwig von Blume. Zanthoxylum scandens ingår i släktet Zanthoxylum och familjen vinruteväxter. Inga underarter finns listade i Catalogue of Life.